# Ли Ин Док Мария
Ли Ин Док Мария или Мария Ли (кор. 이인덕 마리아; 1819, Сеул, Корея, — 31 января 1840, там же) — святая римско-католической церкви, мученица.

## Биография
Мария Ли родилась в Сеуле в 1819 году в обедневшей аристократической семье. Под влиянием своей бабушки, также как и её мать Барбара Чо и старшая сестра Магдалена Ли, она приняла католицизм.
Мария Ли была арестована вместе со своей старшей сестрой Магдаленой Ли летом 1839 года и была подвергнута пыткам с целью добиться от неё отречения от католичества.
Мария Ли была казнена через обезглавливание в Сеуле 31 января 1840 года вместе с Петром Хон, Магдаленой Сон, Агатой Ли, Августином Пак и Агатой Квон.
Мать Магдалены Ли позднее умерла в тюрьме, а старшая сестра Ли Ин Док Мария была казнена 29 декабря 1840 года.

## Прославление
Мария Ли была беатифицирована 5 июля 1925 года римским папой Пием XI и канонизирована 6 мая 1984 года римским папой Иоанном Павлом II вместе с группой 103 корейских мучеников.
День памяти в католической церкви — 20 сентября.

## Источник
- Catholic Bishops’ Conference of Korea Newsletter No. 75 (Summer 2011) (англ.)